# Krnjin (planina)
Krnjin je niska planina na oko 20 kilometara zapadno od Doboja u Republici Srpskoj, BiH između rijeka Usore na jugu, Bosne na istoku i Ukrine na zapadu.

## Geografija
Planina se prostire u dinarskom smjeru sjeverozapad-jugoistok paralelno s saobraćajnim pravcem Doboj-Stanari-Kulaši-Prnjavor (željeznička pruga i put R-474a). Ove saobraćajnice dijele Krnjin na dva dijela - južni dio koji se na istok širi sve do predgrađa Dobja naziva se Mali Krnjin. Jedan manji krak odvaja se od glavne brdske mase i od linije Jelanska-Ljeskove Vode pruža se prema istoku - prema rijeci Bosni. Prema sjeveru, do Dervente, prostire se niže pobrđe, koje tektonski pripada Krnjinu.Cijelo područje Krnjina je, zapravo, nisko pobrđe s razmjemo vrlo širokim dolinama rječica i potoka, posebno Ilove i Ostružnje.
Prostrani dijelovi i mnoge kose blagih strana su dalja glavna karakteristika ovoga kraja. Na planini Krnjin smješten je ugljenosni bazen rudnika Stanari.

## Najviši vrhovi
- Raskršće - 355 m
- Beneta - 340 m
- Vis - 338 (sjeverno od Raskršća)
- Rvanine - 329 m
- Velika k. - 326 m
- Bandera - 324 (iznad sela Ostružnja Gornja)
- Klupice - 324 m
- Vis - 320 m
- Kota 318 - 318 m (iznad Kolibina)
- Kamenje - 316 m
- Krušćik - vrhovi na grebenu 316 m i 301 m
- Kesten - 313 m
- Kota 304 - 304 m (iznad zaseoka Mandići)

Vrhovi na južnom dijelu planine - Malom Krnjinu
- Bandera - 333 m (na kartama se nalazi i podatak o 334 m)
- Pucaljka - 324 m
- Raskršće - 326 m
- Čardačina - 303 m
- Vis - 350 m

Realno, svojom visinom Krnjin ulazi u kategoriju brda, ali se često naziva niskom planinom zbog njegove prostranosti (334,9 km²). Dugačak je gotovo 30, a prosječno širok između 5 i 10 km.

## Istorija
Istorijske činjenice govore nam da su ovo područje naseljavali stanovnici ilirskog porijekla, koji su se, potom, u istorijskim tokovima, miješali sa Keltima i drugim povremenim doseljenicima, sve do prodora Rimljana i njihovog konačnog osvajanja ovih prostora, početkom nove ere.
Nakon viševjekovnog prisustva Rimljana, dolazak Slovena tokom VI i VII vijeka, potiskivanje i slovenizacija zatečenog stanovništva, ostavljali su svoje tragove, koji su intenzivno nastajali tokom čitavog srednjovjekovnog perioda. U to vrijeme, mjesta usorske doline nalazila su se u župi i „zemlji“ Usori, upravno-teritorijalnoj oblasti hrišćanskog stanovništva, koja se još tokom X vijeka pominje kao dio najstarije srpske države.
Osvajački pohodi Turaka i jačanje turskog uticaja u Bosni, doveli su do krupnijih pomijeranja pravoslavnih hrišćana, posebno krajem XV i početkom XVI vijeka, kada dolazi do masovnijeg raseljavanja vlaškog, odnosno stočarskog stanovništva, nagomilanog u međuprostoru Maglaja, Doboja i Tešnja. Do toga je došlo nakon što je u Bosnu, a posebno u maglajski kraj, pristigao znatan broj Srba stočara, uglavnom iz plemena Banjana, s teritorije srednjovjekovne Stare Hercegovine. Zbog prenaseljenosti na tom malom prostoru, ali i pod turskom prinudom, ovi doseljenici se razmještaju u susjedne župe Ozren, Trebetin, Usoru i Vrbanju, tako da se Srbi usorskog kraja smatraju potomcima tih srpskih doseljenika iz Stare Hercegovine.Ovi pousorski prostori, u jednom istorijskom periodu pripadali su državi srpskog kralja Dragutina.
Krnjin je bio dijelom u svojini velikog, Gazi-Husrefbegova vakufa, osnovanog 1533. godine pa se stoga cijeli kraj i danas zove još i Vakuf. U narodu je izgubljeno znanje o prvobitnim granicama vakufskog posjeda u Krnjinu, pošto su već davno nastupile znatne promjene u samom vakufu na taj način što su obradive površine postale čitluci u privatnom posjedu. Tako je u novije vrijeme samo „šuma bila vakufska, a zemlja bila begovska“. Hatari nekih današnjih naselja, koja sada predstavljaju cjeline, nekada su bili samo djelimično u vakufu, npr. dijelovi Rastuše, Vijačana, Cvrtkovaca, Jelanjske i dr.
Najznačajniji događaj u u lokalnoj istoriji Krnjina ili Vakufa bila je buna derventskog popa Jovice Ilića 1834. godine, čija je kuća bila u selu Detlaku. Nažalost, veoma malo se zna i priča u narodu o toj buni. Priča se da je istovremeno s tom bunom bila buna i na desnoj strani Bosne, koju je vodio jedan hajduk: buna hajduka Vasilija Pavičića.

## Speleološki objekti
Cerovička pećina
Tokom 2014. godine obavljana su snimanja zapadnog dijela opštine Doboj, na području Doboj-Vitkovci-Osinja, do granice s opštinom Teslić, tj. na zapadnim i južnim padinama planine Krnjin. Prilikom obilaska sela Cerovice otkrivena je pećina, do tada nepoznata stručnoj javnosti. Pećina među lokalnim stanovništvom nosi naziv Vukovića pećina ili Cerovička pećina. Nalazi se oko 20 km od Doboja, dolinom Usore, na južnim padinama planine Krnjin. Pripada dijelu nižih pobrđa, dok su glavna karakteristika terena prostrane i duge kose blagih strana.
Pećina je udaljena 5 km zračne linije od eponimnog pećinskog staništa Rastuša kod Teslića. Pećina se nalazi na jednoj od dugih brdskih kosa koje prate teren istok-zapad, usječena u sjeverni dio ove brdske kose. Ulaz u pećinu je do rata 1992-1995. godine bio najvećim djelom zatrpan, ali je za potrebe skrivanja stanovništva i vojske ulaz otkopan. Do pećine vodi strma staza, dok je plato ispred pećine jako mali i sjeverno od pećine teren ponire u provaliju, ispod koje se nalazi aktiva iizvor. Ulaz je danas visine 1 m i širine 1.5 m sa oštrim nagibom terena prema unutrašnjosti.
Pećina se sastoji od ulazne dvorane, koja je djelom pokrivena obrušenim kamenjem sa stropa, dok je drugi dio pod pećinskim sedimentima, mahom sastavljenog od glinovitog tla i sitnijih stijena, nastalih procesom kalcifikacije. Zbog kapanja vode sa stropova i temperature koja nikad ne prelazi 15 °C, pećina je vlažna na cijeloj površini. Južno od glavne dvorane vodi dugi usječeni koridor, koji se na svom kraju grana u manje kanalne pećinske sisteme, koji nisu istraženi do kraja. Na površini pećine, najvećim djelom u njenim ćoškovima, pronađen je relativno brojan keramički materijal. Površinski keramički materijal za sada ukazuje da se radi o lokalitetu kasnog bronzanog doba, s mogućim tragovima iz dalje prošlosti. Keramika ja kvalitetne proizvodnje, rađena rukom s tragovima glačanja. Od tipološki pretpoznatljivih i kronološki osjetljivih primjeraka, javljaju se karakteristični obodi s toridiranim i facetiranim obodima. Životinjske kosti, osim onih novijeg porijekla, kao i ostali materijal, nije pronađen.
Pećinska staništa s tragovima ljudskih aktivnosti jako su rijetka na području sjeverne Bosne, stoga u naučnom smislu ovaj lokalitet predstavlja izuzetan slučaj za rješavanje određene problematike naselja i naseljenosti sjeverne Bosne u kasnoj predistoriji.
Djevojačka pećina, koja se nalazi petnaestak kilometara udaljena od Doboja, u mjestu Stanovi, ponos je mještana ovog kraja koji sve više postaje magnet za turiste. Dužina pećine je 115 metara. Na ulazu je široka oko 20 metara, dok je na izlaznom delu široka oko 10 metara. Visina pećine je oko 14 metara na samom ulazu, a 7 metara na izlazu. Kroz nju protiče rečica Goruža. Pećina je siromašna pećinskim nakitom, a strop je na više mesta prekinut tako da su pojedini delovi pećine obasjani. Za vreme Prvog i Drugog svetskog rata pećina je služila kao sklonište raznim vojskama. Temperatura u pećini je između 18 i 20 stepeni.

## Klima
Hidrologija
Područje Krnjina je izuzetno bogato većim i manjim vodotocima koji su ravnomijerno raspoređeni. Lijeve pritoke Bosne teku uglavnom u smjeru istoka i to su: Rudanka s pritokama, Foča sa Zarječom, Veličanka, Lovnica, Glagovica i Plavuša. Zapadni dio Krnjina je slivno područje rijeke Ukrine u koju utječu: Ostružnja s pritokama, Ilova s pritokama i Radnja s pritokama.

## Stanovništvo i naselja
Naselja na području Krnjina su uglavnom u podgorini, u dolinama potoka. Stoga su susjedni Usorci stanovnike ovog kraja zvali Potkrnjinčanima.
Naselja su razbijenog tipa i dijele se na manje dijelove, »palanke« ili »zaseoke«. Tako su, npr., u Pojeznoj palanke: Žunići, Legenovci, Brđani i Lužani; u Ljeskovim Vodama:Rakovac i Gornje Ljeskove Vode.
U Vakufu (Krnjinu) su ova sela: Brestovo, Mitrovići, Detlak, Drijen, Cerani, Osinja, Pojezna, Radnja Donja, Crnča, Tisovac, Jelanska, Cvrtkovci, Bukovica, Ljeskove Vode, Mali i Veliki Prnjavor, Kladari, Opsine, Grabovica, Stanovi...
Oko rječice Ilove je čisto srpskopravoslavni kraj: bivše opštine Osinja i Stanari.

## Običaji
Najznačajniji običaj kod krnjinskih Srba su koledavci, ili kako se još zovu Koleda. Povorke maskiranih koledavaca idu u subotu navečer uoči Materica (a Materice su u pretposljednju nedjelju pred Božić). Sastav jedne povorke je otprilike kao i sastav svatova. Tako u povorci budu: »starješina«, »mlada« (muškarac maskiran kao nevjesta), »djever«, »kum«, »đače«, »jarac« i dr. »Mlada« se ponaša kao nevjesta. Koledavci ne izvode nikakve igre, nego pjevaju »koledavske« pjesme s karakterističnim pripjevom: »Koledo,
ledeni!« ili »Koledo ledeno, koledo, medeno«. Svakako zbog sličnosti riječi »koledo« i »ledeno« tumači se da koledavci idu radi toga da ne bude leda i da se stoga zovu koledavci! U Krnjinu kažu da se takva povorka u okolini Prnjavora i na desnoj strani Bosne zove čarojice.